# 마수미예트
《마수미예트》(튀르키예어: Masumiyet)는 2021년 방영된 터키의 텔레비전 드라마이다.